# Люзнак
Люзна́к (фр. Luzenac) — коммуна во Франции, находится в регионе Окситания. Департамент коммуны — Арьеж. Входит в состав кантона Ле-Кабан. Округ коммуны — Фуа.
Код INSEE коммуны — 09176.

## Население
Население коммуны на 2008 год составляло 607 человек.
| 1962 | 1968 | 1975 | 1982 | 1990 | 1999 | 2008 |
| ---- | ---- | ---- | ---- | ---- | ---- | ---- |
| 898  | 956  | 848  | 816  | 690  | 632  | 607  |

## Экономика
В 2007 году среди 348 человек в трудоспособном возрасте (15—64 лет) 246 были экономически активными, 102 — неактивными (показатель активности — 70,7 %, в 1999 году было 70,3 %). Из 246 активных работали 205 человек (113 мужчин и 92 женщины), безработных было 41 (20 мужчин и 21 женщина). Среди 102 неактивных 32 человека были учениками или студентами, 36 — пенсионерами, 34 были неактивными по другим причинам.

## Фотогалерея
- Центр Люзнака
- Трибуны стадиона